# 高时明 (明朝宦官)
高时明（？—1644年），初名昇（一作“永升”），赐名時明，永清（今河北省永清县）信安鎮人，明朝崇祯时期的司礼监掌印太监。

## 生平

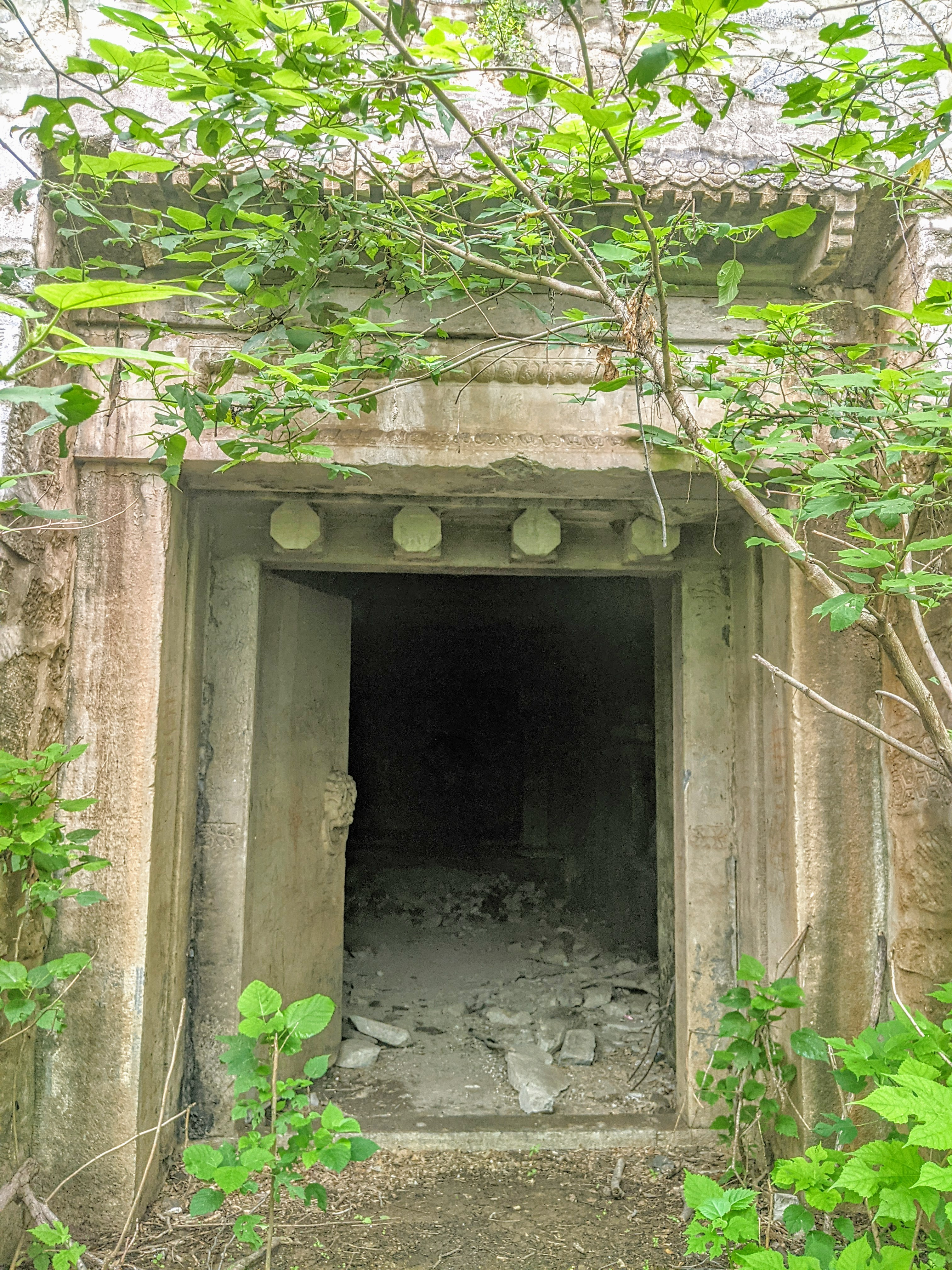
高时明墓墓门

十五歲入内廷，明熹宗至崇祯時期太監，掌司礼监印。崇祯十七年（1644年），李自成攻陷北京，其于宫中自焚殉帝。有墓一座，位於今北京市海淀区苏家坨镇大工村。